# Manuel García Fernández
Manuel García Fernández es una localidad argentina ubicada en el departamento Leales de la provincia de Tucumán. Se encuentra en el cruce de la ruta nacional 157 con la Ruta provincial 321, a 1 km de la ruta nacional 38.
El nombre de la localidad homenaje al inmigrante español, Manuel García Fernández, nativo de Galicia, quien a fines del siglo XIX fundó el Ingenio Bella Vista, impulsando la industria azucarera y el progreso de toda la zona. Fue un gran filántropo, siendo una de sus obras más notorias, la donación de la cifra de un millón de pesos, en 1920, para la construcción del colegio Tulio García Fernández en San Miguel de Tucumán, llamado así en honor de uno de sus hijos fallecidos.
En 1999 la estación Manuel García Fernández del Ferrocarril Belgrano fue refaccionada para permitir la carga de jugo de limón a -18 °C.

## Población
Cuenta con 1,061 habitantes (Indec, 2010), lo que representa un incremento del 6% frente a los 1,003 habitantes (Indec, 2001) del censo anterior.
| Gráfica de evolución demográfica de Manuel García Fernández entre 1991 y 2010 |
|                                                                               |
| Fuente: Censos nacionales del INDEC                                           |